# Lois Ladra
Lois Ladra, nacido en La Coruña el 28 de julio de 1972, es un antropólogo y arqueólogo gallego con un amplio recorrido en el campo de la investigación y de la divulgación en materia de patrimonio cultural. Ha dirigido varios proyectos en el ámbito específico de la antropología cultural y del patrimonio etnológico galaico-portugués.

## Trayectoria
Estudió Geografía e Historia en la USC, especializándose en Prehistoria y Etnología en la Universidad Complutense de Madrid.
En el año 2000 obtuvo una beca de la Fundación Barrié, para realizar un Máster en Arqueología en la Universidad de Oporto, Portugal.
Amplía su formación académica licenciándose en Antropología Social y Cultural, ademáis de obtener el Diploma de Estudios Avanzados y la Suficiencia Investigadora y realizar cursos de doctorado en la USC. 
Cuenta con varios libros publicados en gallego, español y portugués. También tiene artículos en publicaciones periódicas gallegas, españolas y portuguesas, así como capítulos de libros, comunicaciones en congresos, colaboraciones periodísticas y conferencias.
Es miembro de varias asociaciones: el Museo del Pueblo Gallego, la Asociación de Amigos de los Museos de Galicia, la Asociación Gallega de Antropología, la Asociación de Escritores en Lengua Gallega y la Asociación de Amigos de los Cruceiros de Galicia y de la Rede Ibérica Ocidental para uma Nova Ordenação Raiana - Plataforma RIONOR. 
En mayo de 2024 fue nombrado director del Museo do Pobo Galego.

## Obras y monografías
- Religiosidade popular e mitos fundacionais no Douro Transmontano (2021), Vila Real, Câmara Municipal. DL 490422/21.
- Os torques ártabros, arqueoloxía e contextos para o ouro galaico (2020), La Coruña, Amigos de los Museos de Galicia. ISBN 978-84-09-21399-3.[5]
- Arqueologia da Indústria Moageira em Castelo Branco Moinhos hidráulicos no rio Ocreza (2018), Carviçais, Lema d`Origem. ISBN 978-989-98329-1-6.[6]
- Tecnologia tradicional do sumagre no Douro Superior. Etnobotânica, História, Cultura e Património, (2013), Vila Nova de Foz Côa, Fundação Côa Parque, Coleção Cadernos do Côa, n.o 7. ISBN 978-989-98329-1-6.[7]
- A cultura da amêndoa no Douro Superior. História, Tradição e Património, (2013), Peso da Régua, Museu do Douro e Associação de Desenvolvimento do Douro Superior. ISBN 978-972-780-416-0.[8]
- Inventario de la riqueza monumental y artística de Galicia, (2008). Tomo I: Estudios críticos (en colaboración con Alfredo Vigo Trasancos]. A Coruña, Ed. Fundación Pedro Barrié de la Maza. ISBN 978-849-589-263-8.[9]
- A pesca tradicional nos ríos de Galiza. Caneiros, pescos e pesqueiras, (2008). Santiago de Compostela, Ed. Sotelo Blanco. ISBN 978-84-7824-552-9.[10]
- Arte relixiosa popular na Terra de Valga: cruceiros, cruces e petos de ánimas (2002). A Coruña, Ed. Fundación Pedro Barrié de la Maza. Serie “Catalogación Arqueolóxica e Artística de Galicia”. ISBN 978-84-9752-004-1.[11]

## Premios
- 2020 Premio “Pedra do Destino”. Concedido por la Asociación de Amigos dos Museos de Galicia, en reconocimiento al trabajo de divulgación científica a beneficio del patrimonio cultural.[12]
- 2019 XII Premio de Investigación “Ferro Caaveiro”. Accésit concedido al trabajo titulado “Achega ao patrimonio fluvial construído no rio Sarela”.[13]
- 2018 VII Premio de Investigación “Fermín Bouza Brey”, concedido al proyecto de investigación “Aspectos etnolóxicos da pesca fluvial artesanal e do patrimonio fluvial no rio Tea”.[14]
- 2011 X Premio “Raigame – Xaquín Lorenzo”, concedido ex-aequo.[15]
- 2008 XIII Premio “Vicente Risco” de Ciencias Sociales, concedido al trabajo de investigación “A pesca fluvial tradicional en Galiza. Caneiros, pescos e pesqueiras”.[16]
- 2006 IX Premio “Cátedra – Pontedeume”, concedido al traballo de investigación desarrollado sobre “As telleiras tradicionais: o exemplo aresán”.[17]
- 2001 VI Premio “Xesús Ferro Couselo”, concedido por unanimidad al proyecto de investigación “Muíños hidráulicos do Concello de Valga”.
- 2000 V Premio “Xesús Ferro Couselo”, concedido por unanimidad al proyecto de investigación “Arquitecturas populares. Os pombais”.
- 1999 IV Premio “Xesús Ferro Couselo”, concedido por unanimidad al proyecto de investigación “Arte relixiosa popular. Cruceiros e petos de ánimas”.

## Véxase tamén
- Wikimedia Commons alberga una categoría multimedia sobre Lois Ladra.